# Zeikfalvy Éva
Zeikfalvy Éva, Eva Zeikfalvy (1967. április 18. –) magyar származású svéd válogatott labdarúgóhátvéd, edző, orvos.

## Pályafutása
A Malmö FF csapatának játékosaként öt alkalommal nyert bajnokságot és egyszer svéd kupát. A legjobb svéd labdarúgónak járó díjat, a Gyémántlabdát 1990-ben először ő kapta meg. Részt vett az 1991-es és 1995-ös világbajnokságokon.
Visszavonulása óta edzőként tevékenykedett korábbi csapatánál a Malmö FF Damnál, majd segédedzője lett Lena Videkullnak a Husie IF együttesénél, 2012-ben pedig a dán B93/HIK/Skjold asszisztense volt. Jelenleg ortopéd orvosként dolgozik.

## Sikerei, díjai
- Svéd bajnokság
  - bajnok: 1986, 1990, 1991, 1993, 1994
- Svéd kupa
  - győztes: 1990

egyéni díjak
- Az svéd bajnokság legjobb labdarúgója (Gyémántlabda): 1990